# Giresun Adası
Giresun Adası (Giresun-Insel) ist eine kleine, bewohnte türkische Insel im Schwarzen Meer. Sie ist 1,7 Kilometer von der Küste entfernt und liegt etwa vier Kilometer nordöstlich von Giresun. Die Insel ist 320 Meter lang und 237 Meter breit, bei einer Fläche von vier Hektar. Giresun Adası ist auch unter dem antiken Namen Aretias bekannt. Im Mittelalter befand sich hier ein kleines byzantinisches Kloster, dessen Überreste heute noch auf der Insel besichtigt werden können.
Der antike Dichter Apollonios von Rhodos erwähnte die Insel erstmals in seiner epischen Version der Argonautensage. Als Iason und die Argonauten auf dem Schwarzen Meer nach Osten segeln, halten sie an einer Insel, auf der sie die Ruinen eines Tempels und eines Altars entdecken. Dort sollen die Amazonen angeblich Pferde geopfert und gebetet haben, bevor sie in den Krieg zogen. Apollonios von Rhodos nennt sie „Insel des Ares“ oder „Amazoneninsel“.

## Einzelnachweis
1. ↑  Simon Worrall: Amazonen rauchten Gras, tätowierten sich und kämpften wie Männer. In: National Geographic vom 12. Januar 2021.